# دادميش
دادميش (بالأوغاريتية: 𐎄𐎄𐎎𐎌، ddmš) أو تادميش (dta-ad-mi-iš)) كانت إلهة تُعبد في أوغاريت. وقد ورد ذكرها في نصوص مكتوبة باللغتين الأوغاريتية والحورية. ولا يزال أصلها ووظائفها مجهولين.

## التعريف
لم يتعرف الباحثون الأوائل بعد على دادميش كإلهة مستقلة، وكان اسمها يُعتبر لقبًا لرشف، ršp ddm. ونظرًا لاتجاه الدراسات المبكرة نحو البحث عن تفسيرات يونانية للمصطلحات الواردة في النصوص الأوغاريتية، فقد افترضوا أن هذا الإله المزعوم يُشبه أبولو ديديميوس، كما فُسِّر اسم نيقمادو (nqmd، "حداد المنتقم") خطأً على أنه نيكوميديس، واسم المكان يمان، إشارةً إلى منطقة قريبة من مملكة أمورو، والمعروفة أيضًا من مصادر آشورية وعبرية، باسم إيونية. اقتُرح التفسير الصحيح لاسم دادميش لأول مرة عام 1932 من قِبل بيدريش هروزني (الذي كان مسؤولًا أيضًا عن تحديد أسماء العديد من الآلهة الحوريين، مثل نوباتيك وكوماربي، في النصوص الأوغاريتية)، وأصبح في النهاية إجماعًا.